# Grafschaft Paris
Die Grafschaft Paris war eine von den Frankenkönigen um 480 eingerichtete Grafschaft für die Oberherrschaft über ein Gebiet von ca. 2500 km² rund um Paris. Der Titel des Grafen von Paris trat an die Stelle der römischen civitas Lutetia. Titelträger waren die Gerhardiner, die Robertiner und die französischen Burchardinger, die auch die Grafschaft Melun innehatten. Als die Grafschaft um 1007 an den König überging, fiel der Titel an die Krone der Kapetinger, die von den Robertinern direkt abstammten.
Seit dem 19. Jahrhundert beanspruchen die orléanistischen Thronprätendenten den Titel eines Grafen von Paris (Comte de Paris), anfänglich noch in Konkurrenz zu den Thronprätendenten der Legitimisten aus der von Ludwig XIV. abstammenden französischen Hauptlinie der Bourbonen, die jedoch mit Henri d’Artois, Graf von Chambord, 1883 erlosch.

## Grafen von Paris

### Widonen
- Bodilon
- Warin von Poitou bis 679
- Grimgert

### Gerhardiner/Matfriede
- Gerhard I., Graf von Paris, 753–779 bezeugt
- Stephan († 811), Graf von Paris
- Beggo I. († 816), Graf von Paris 811
- Beggo II., Graf von Paris († nach 861)
- Leuthard († 861/871)
- Gerhard II. († 878/879) Graf von Paris, Graf (dux) von Viennois, genannt Gerhard von Roussillon
- Adalhard († 890) Pfalzgraf, 882–890 als Graf von Paris bezeugt, Enkel Beggos I.

### Welfen
- Konrad I. von Auxerre († nach 862), Graf von Paris 849
- Konrad († 882), Graf von Paris

### Robertiner
- Robert der Tapfere († 866), Graf von Paris 864
- Odo von Paris, Graf von Paris, dann König von Frankreich († 898)
- Robert I., Markgraf von Neustrien und Graf von Paris, Blois, Angers, Tours, Orléans, dann König von Frankreich († 923).

### Burchardinger
- Burchard I. der Ehrwürdige, Graf von Vendôme, Graf von Corbeil, Graf von Melun, Graf von Paris (1005)
- Renaud von Vendôme, Bischof von Paris 993–1017

## Herzog von Orléans
- (Louis-)Philippe d’Orléans, Graf von Paris (1838–1894)
- Henri d’Orléans, „Graf von Paris“ (1929–1999)
- Henri d’Orléans, „Graf von Paris, Herzog von Frankreich“ (1999–2019)
- Jean d’Orléans, „Graf von Paris, Herzog von Frankreich“ (seit 2019)